# Black Pearl
Reno Anoa'i (Whitehall, ...) è un wrestler statunitense di origini samoane che lotta con il ring name Black Pearl.

## Carriera
Allenato dalla leggenda del ring Afa, Anoa'i esordì nel 2002 come Ren the Black Pearl ed acquisì una certa popolarità lottando in alcune federazioni indipendenti come la World Xtreme Wrestling di Afa e la Empire Wrestling Federation.
Nel 2005 si trasferì in Italia per lottare nella Nu-Wrestling Evolution, dove si autoproclamò The Count of California, utilizzando quindi la gimmick di un nobile. Conquistò la cintura di Campione NWE il 25 ottobre 2005 nel corso di uno show svoltosi a Napoli, difendendola con successo sino al 6 dicembre 2006, quando viene sconfitto da Vampiro.

## Vita privata
Reno è membro della famiglia Anoa'i, fucina di grandi talenti nella storia del wrestling.

## Wrestler allenati
- Jacob Fatu